# Parco reale di Studley
Il parco reale di Studley è un parco contenente, e costruito attorno a, le rovine dell'abbazia cistercense di Fountains nel North Yorkshire, in Inghilterra. È un patrimonio dell'umanità. Il sito contiene anche sezioni risalenti al diciottesimo secolo quali lo Studley Royal Water Garden.

## Storia

### Origini
L'abbazia di Fountains venne fondata nel 1132 da tredici monaci benedettini che in seguito divennero cistercensi. In seguito alla dissoluzione dei monasteri del 1539 ordinata da Enrico VIII d'Inghilterra l'abbazia e circa 202 ettari circostanti vennero venduti dalla Corona a sir Richard Gresham, un mercante. La proprietà passò di mano per generazioni per essere infine venduta a Stephen Proctor che costruì la Fountains Hall, probabilmente tra il 1598 ed il 1604. È un'interessante magione elisabettiana costruita parzialmente con pietre prese dalle rovine dell'abbazia. Oggi ci sono due stanze aperte al pubblico.

### Sviluppo del complesso
John Aislabie ereditò il complesso di Studley nel 1693. Ambizioso uomo politico e sociale, divenne membro Tory del Parlamento per Ripon nel 1695, e nel 1718 divenne cancelliere dell'Exchequer. Nel 1720 ci fu un disastro economico. Aislabie era il principale sponsor della Compagnia dei MAri del Sud, pagata da lui personalmente. Dopo il collasso di questa grande impresa economica (South Sea Bubble) venne espulso dal Parlamento e gli vennero vietati a vita i pubblici uffici.
Aislabie tornò nello Yorkshire e si dedicò al completamento del giardino che aveva iniziato nel 1718. Dopo la sua morte avvenuta nel 1742, il figlio William ampliò il progetto acquistando i resti dell'abbazia e di Fountains Hall. Allargò anche la struttura in stile romantico, in contrasto con il lavoro formale del padre. Il lavoro di entrambi, nel complesso, secondo alcuni è il più importante esempio di giardino acquatico dell'Inghilterra settecentesca.
Dopo la morte di William il complesso passò in mano alla figlia. Non fece molte modifiche, ed il giardino venne venduto alla famiglia Vyner, discendenti degli Aislabie.

### Storia recente
Nel 1966 il complesso venne acquistato dalla West Riding County Council e acquisito dalla National Trust nel 1983. L'abbazia è attualmente gestita dalla English Heritage per conto della National Trust.
Nel 1986 l'intero parco venne segnalato come patrimonio dell'umanità dall'UNESCO.

## Principali attrazioni
Oltre all'abbazia ed alla Fountains Hall il parco contiene numerose altre attrazione di interesse storico.

### Giardino acquatico reale di Studley
Il giardino acquatico (Studley Royal Water Garden) è uno dei migliori esemplari esistenti di giardino acquatico georgiano d'Inghilterra.
Il giardino venne creato da John Aislabie nel 1718. Venne in seguito ampliato dal figlio, William, dopo la sua morte. William allargò la proprietà comperando il vicino complesso di Fountains. I laghetti ornamentali del giardino, i canali, i templi e le cascate offrono ottime viste. Venne anche ornato da una quantità di folly tra cui un castello neogotico ed un banchetto in stile palladiano.

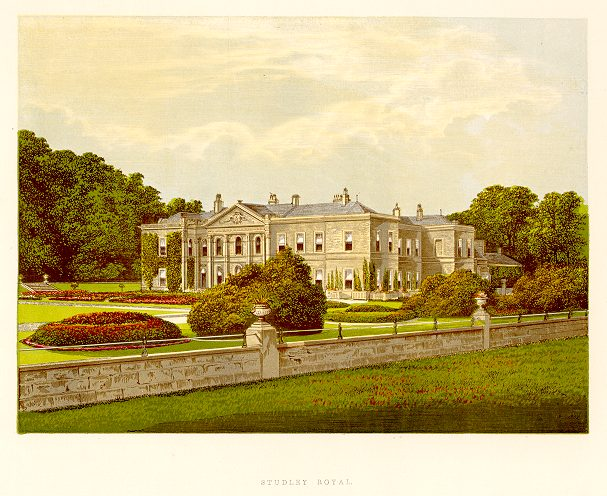
Casa cinquecentesca all'interno del Parco di Studley, ricostruita in stile palladiano, come appariva nel 1880; venne rasa al suolo da un incendio nel 1946.

### Chiesa di Santa Maria e parco dei cervi
La chiesa di Santa Maria fu una delle due chiese memoriali del tardo Vittoriano dello Yorkshire, costruita dalla famiglia del primo marchese di Ripon in ricordo di Frederick Gratham Vyner. L'altra chiesa è la Chiesa di Cristo Consolatore a Skelton-on-Ure, e l'architetto di entrambe fu William Burges. Vyner venne ucciso da banditi greci nel 1870 e la madre, Lady Mary Vyner, e la sorella, Lady Ripon, decisero di devolvere la taglia non usata, offerta per il suo rilascio, per costruire le due chiese in sua memoria.
L'incarico dato a Burges come architetto fu principalmente dovuto alla connessione tra il grande patrono, John Crichton-Stuart e Vyner, che aveva amici ad Oxford. Santa Maria, su richiesta di Lady Ripon, venne commissionata nel 1870 ed i lavori iniziarono nel 1871. La chiesa venne consacrata nel 1878. Come a Skelton, i progetti di Burges dimostrano un suo passaggio dallo stile Antico French ad uno Inglese. Nikolaus Pevsner scrisse di "un santuario vittoriano, un sogno di gloria inglese". Gli interni sono spettacolari, meglio di Skelton per ricchezza e maestosità. In particolare le vetrate sono di ottima fattura. Santa Maria resta l'opera migliore di Burges.
La chiesa si erge in un parco di cervi medievale che ospita 500 cervi ed una flora e fauna particolarmente ricche. Il parco racchiude il palazzo reale di Studley che venne in gran parte distrutto dall'incendio scoppiato nel dicembre 1716, ed in seguito quasi interamente ricostruito. Il nuovo palazzo venne, a sua volta, distrutto da un incendio nel 1946 e demolito poco dopo. Solo la parte più resistente, costruita tra il 1728 ed il 1732, è sopravvissuta. Attualmente queste rovine sono una residenza privata. Fino quasi al 2000 appartenne a Sir Paul Sykes, ma venne poi acquistata dalla scrittrice Susie Bulmer.

### Mulino dell'abbazia di Fountains
Il mulino dell'abbazia è l'unico mulino cistercense dedito alla macinazione del granturco del dodicesimo secolo rimasto in Inghilterra, e l'unico rimasto intatto del complesso.

## Galleria d'immagini

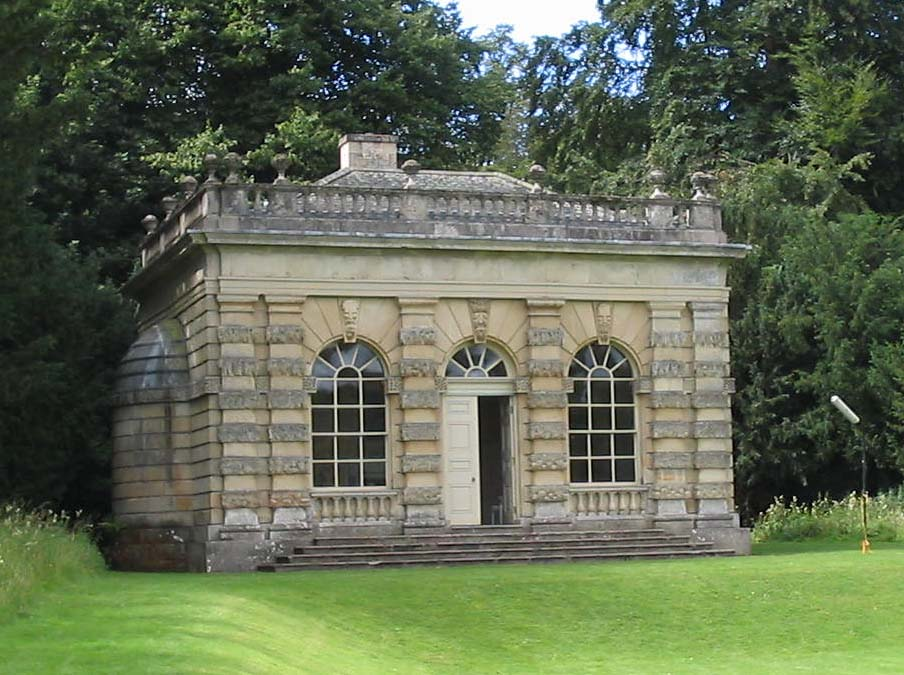
Banchetto palladiano
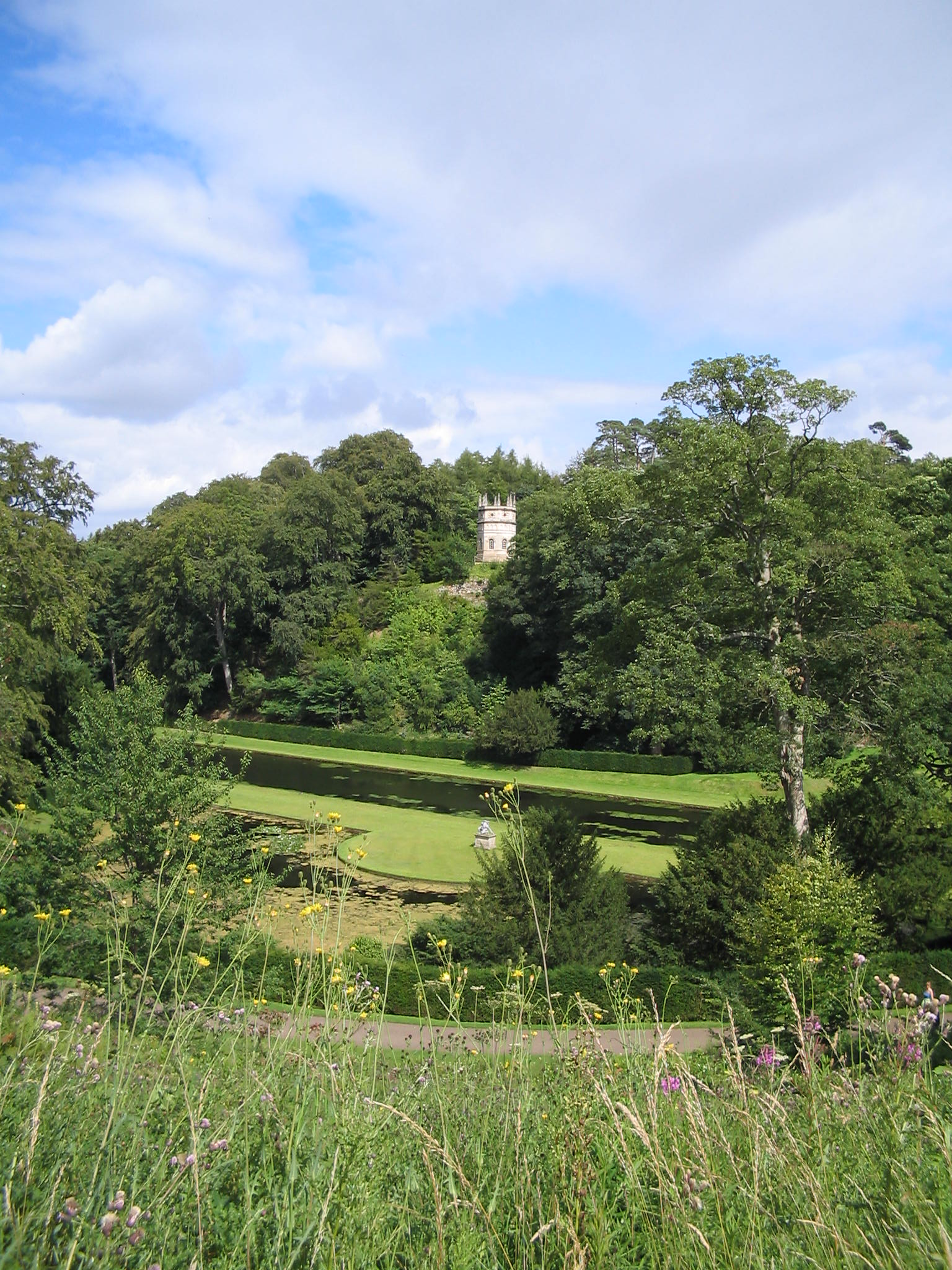
Vista del giardino acquatico che mostra la folly gotica
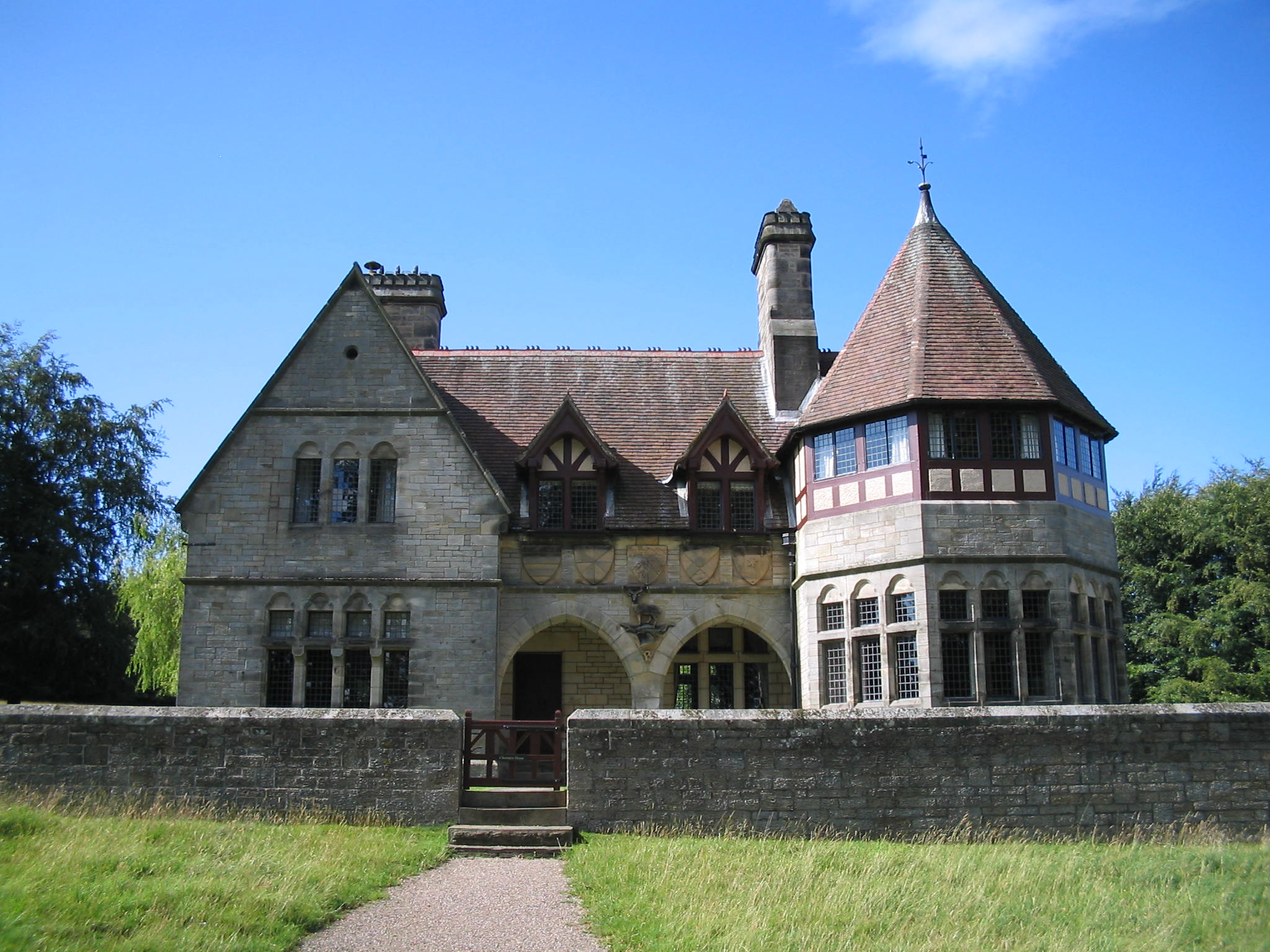
Casa del corista, adiacente alla chiesa di Santa Maria
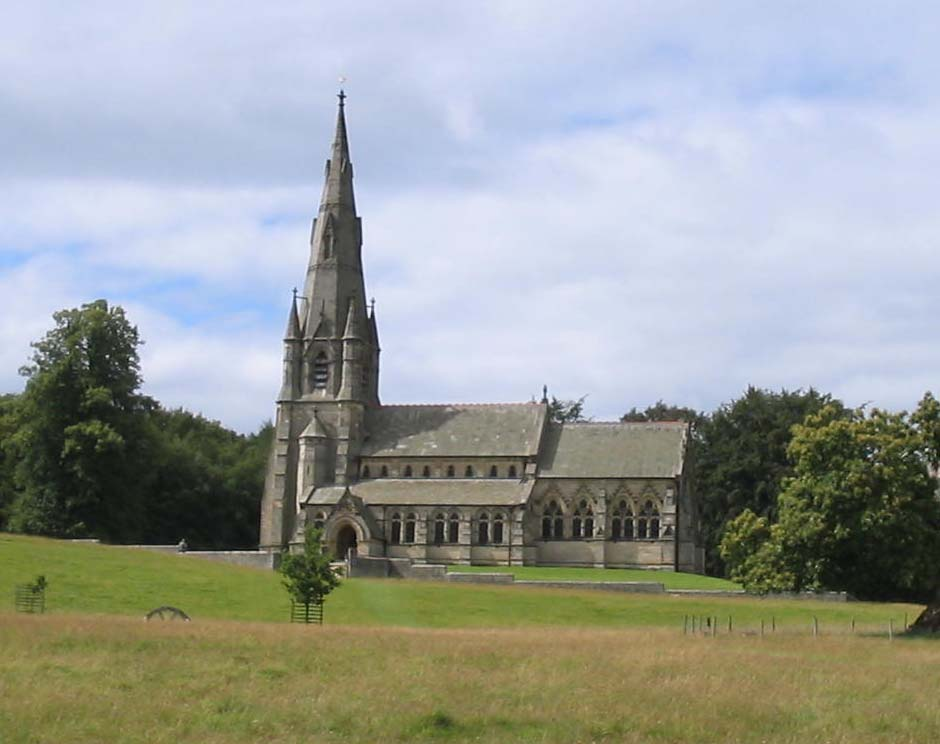
Chiesa di Santa Maria